# Богословско-дидактические иконы

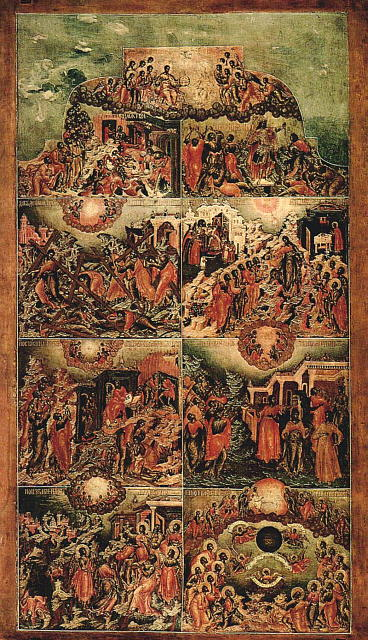
Отче Наш. Икона. XVII век

Богословско-дидактические иконы (иначе Мистико-дидактические иконы) — иконы, целью написания которых была передача богословских и вероучительных истин.
Внешней особенностью икон подобного рода является сложность композиции, изображение на иконе множества людей, в том числе и не относимых церковью к числу святых, «многоличность» изображения, использование символических изображений и аллегорий. «Иконопись стремится к выражению религиозных идей и богословских учений — и нигде она не достигает этой цели полнее, как в многоличных изображениях, которые, истолковывая текст, являются как бы богословскими, дидактическими поэмами», — пишет знаток древнерусского искусства Ф. И. Буслаев.

## Происхождение

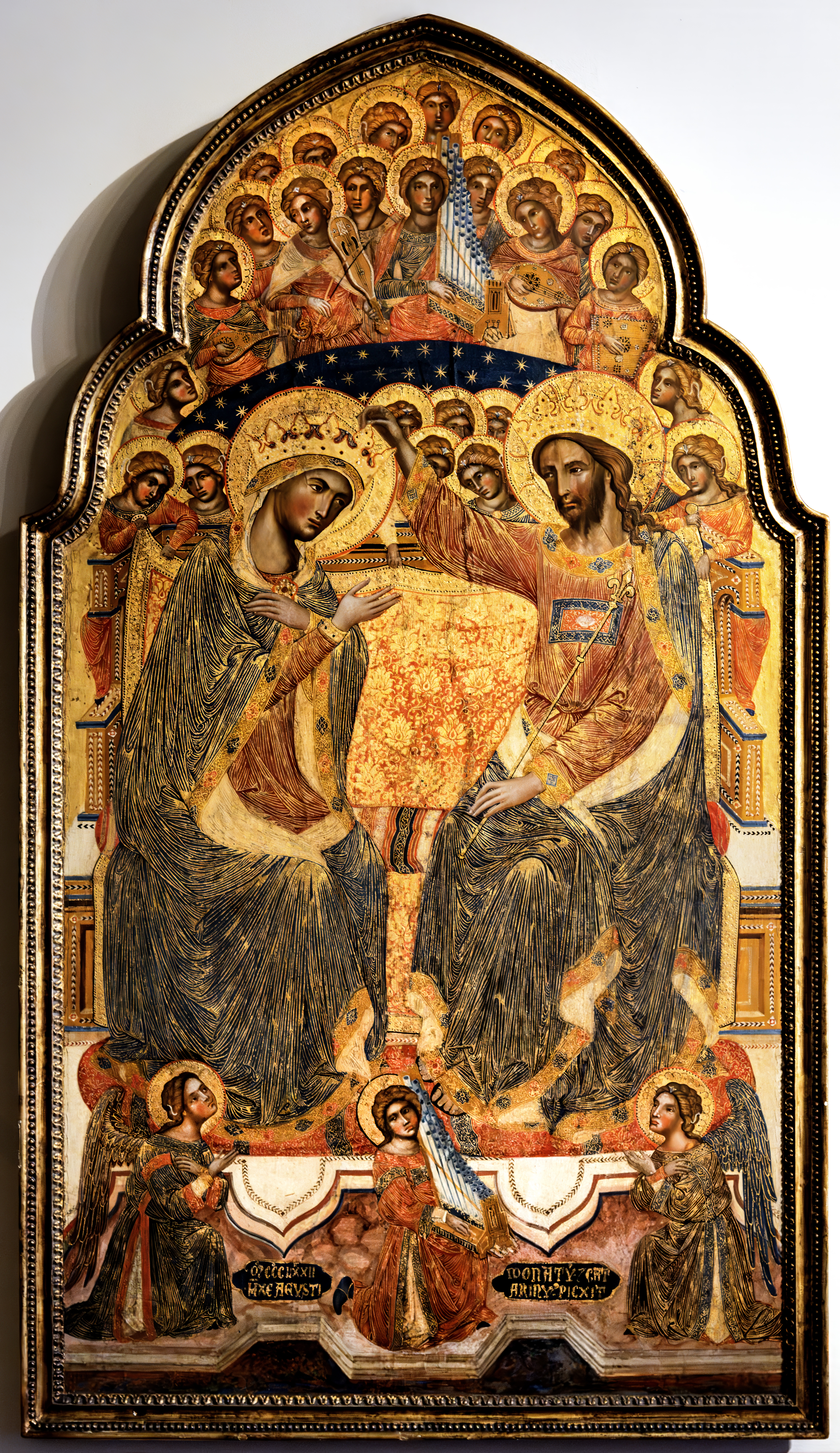
Донато Венециано. Коронование Марии, 1372 год. венецианская школа

Возникновение нового типа иконописи произошло в XV веке на православном Востоке, на территориях бывшей Византийской империи и на Балканах. В это время там появляются новые иконописные сюжеты, такие как «София — Премудрость Божия», «Единородный Сыне», «Шестоднев», «Отче наш», «Отечество», «Похвала Божией Матери», «Неопалимая купина», «Собор Божией матери», «Суббота всех святых», «Литургия» и подобные им. К новым композициям добавляются и новые чины: Пророческие, Праотцев, в том числе и немыслимые для Византии чины древних языческих мудрецов и сивилл. Источником для новых изображений послужили миниатюры рукописей, которые теперь перекочевали на иконные доски.
Появление «толкового» (схоластического) момента в иконописи во многом обусловлено влиянием латинской схоластики, отразившейся в католической книжной миниатюре и иконописи. Особая роль в этом принадлежит венецианской школе, которая сама (наряду с сиенской школой) испытывала значительное влияние византийского искусства. Однако на Востоке развитие нового типа иконописи идёт самостоятельно: православные иконописцы разрабатывают темы в привычной для них манере и в соответствии с православной догматикой.

## Дидактические иконы в России

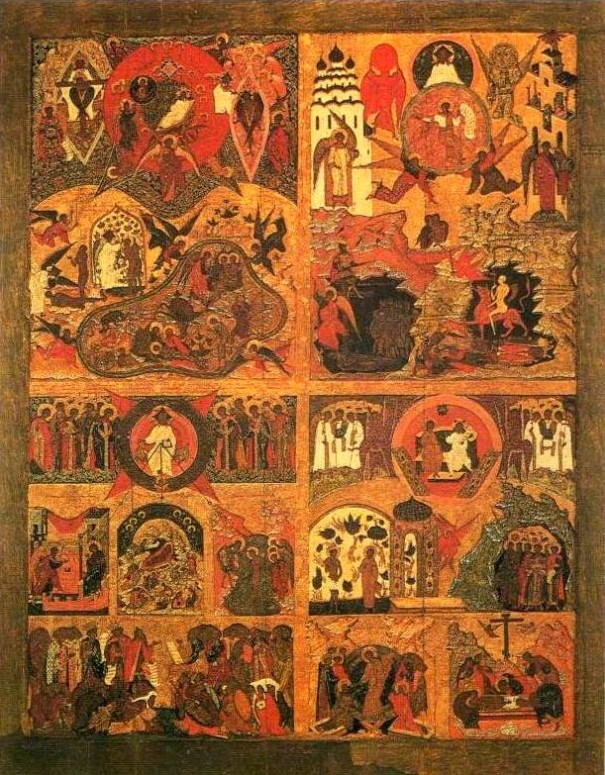
Четырехчастная икона Благовещенского собора
Середина XVI века

В Россию новый вид иконописи проникает через западные русские города Псков и Новгород. Однако русские иконописцы не ограничиваются копированием готовых сюжетов, а пытаются развить их дальше, вводят в них новые элементы, часто заимствованные с западных образцов: многие элементы новой иконографии явно навеяны мотивами католической и северогерманской мистики.
В конце XV века архиепископ Новгородский Геннадий, поставленный на новгородскую епархию волей московского князя Ивана III, во время посещения Пскова обратил внимание на необычный образ, который показался ему подозрительным. На недоумение новгородского архиепископа псковские иконописцы ответили, ссылаясь на «греческие» образцы, однако эти образцы не показали, ограничившись демонстрацией иконописного подлинника.

Миниатюра из рукописи Матфея Парижского, XIII век

Сам спорный образ не сохранился, но известное его описание, сохранившееся в сборнике XVI века. На иконе Иисус Христос изображён трижды. Сперва в образе Давидовом, стоящим за Крестом. Рука Христа одета в железную перчатку и сжимает меч. При этом фигура облачена в святительские одежды. Второй образ — на верхней перекладине Креста. Это огненный юноша в царском венце и тоже с мечом. Наконец, ниже на кресте изображён пригвождённый к Кресту серафим, который символизирует Христа. Образ распятого серафима навеян видением Франциска Ассизского. Н. К. Голейзовский предполагает, что эта сложная аллегорическая композиция появилась в связи с ересью стригольников приблизительно в тридцатых годах XV века как аргумент в споре с еретиками.
Двадцатью годами позже переводчик Максима Грека Дмитрий Герасимов пишет об этом образе дьяку Михаилу Мисюрю-Мунехину, и сообщает историю спора архиепископа Геннадия с псковитянами. Герасимов сообщает, что об этом образе он спрашивал у Максима Грека, и тот утверждал, что подобных икон он более нигде не встречал. Ответ учёного афонского инока был уклончив, но в целом он признал такие образы излишними: «Преизлишне таковы образы писати, иноверным и нашим хрестианам простым на соблазн».
Появление новых «толковых» икон, трудных для восприятия не посвящённых в тонкости аллегорий, вызвало появление нового литературного жанра толкований на иконы. В синодальном сборнике № 322 представлены четыре таких произведения: «О Ветхом деньми», «Об образе Адамове», «О образе Господа Саваофа», «О имени Исусове, како пишется во образе Давидове». Последний текст и описывает необычный псковский образ.

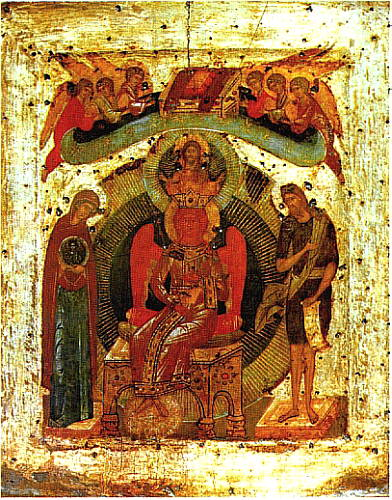
София Премудрость Божия
Новгород. 2-я половина XVI века

Подобный сюжет встречается и на более поздних иконах, в том числе и на известной четырёхчастной иконе из Благовещенского собора Московского кремля. На иконе размещены композиции «И почи Бог в день седьмый», «Приидите, Триипостасному Божеству поклонимся», «Во гробе плотски». Вся композиция иконы иллюстрирует богословскую концепцию «предвечного замысла о твари». В середине XVI века по поводу этой иконы состоялось соборное разбирательство. Проходило оно в рамках собора на ересь Матвея Башкина в 1553—1554 годах. На одном из заседаний посольский дьяк Иван Висковатый поднял вопрос о допустимости ряда иконописных тем на иконах, написанных псковскими и новгородскими мастерами для сгоревшего в 1547 году Благовещенского собора. 

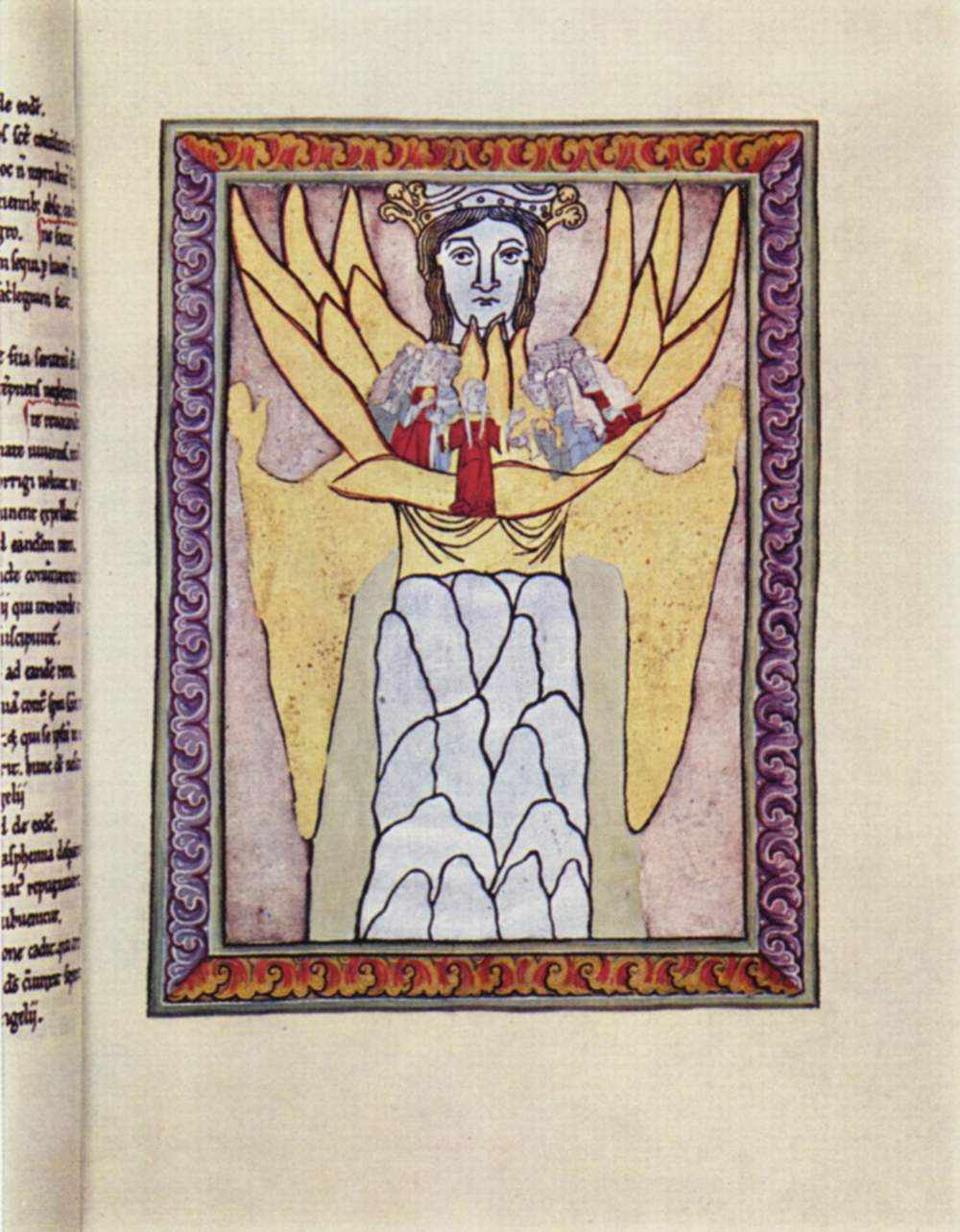
Образ Софии в кодексе Хильдегарды Бигенской. 1165 год

 Дьяка смущали попытки изображать невидимого Бога-Отца в видимом образе Саваофа, обилие аллегорий на иконах, которые он прямо называет «латинским мудрованием». В защиту новой иконописи выступил митрополит Макарий, который долгое время был новгородским архиепископом, и под контролем которого происходила роспись этого по существу царского домового собора. В результате дьяк вынужден был покаяться, а собор его осудил на трёхлетнюю епитимью за возмущение народа. Примечательно, что аргументы митрополита вполне совпадают с аргументацией псковских иконописцев. Это и ссылки на «древние» греческие образцы, и богословская аргументация, тщательно разработанная в упомянутых толкованиях.
Другим характерным для Новгорода образом является аллегория Софии Премудрости Божией. София изображается в образе огнеликой девицы на троне. Комментариев к этой аллегории никто не оставил, однако ясно, что иконописец не принимает в расчёт, что София Премудрость Божия — это Вторая ипостась Троицы, воплотившаяся во Христе. Существует очевидная параллель в северогерманском искусстве: в сборнике Хильдегарды Бигенской изображена аллегория Софии в подобном новгородскому образе.

## О изображении Бога-Отца

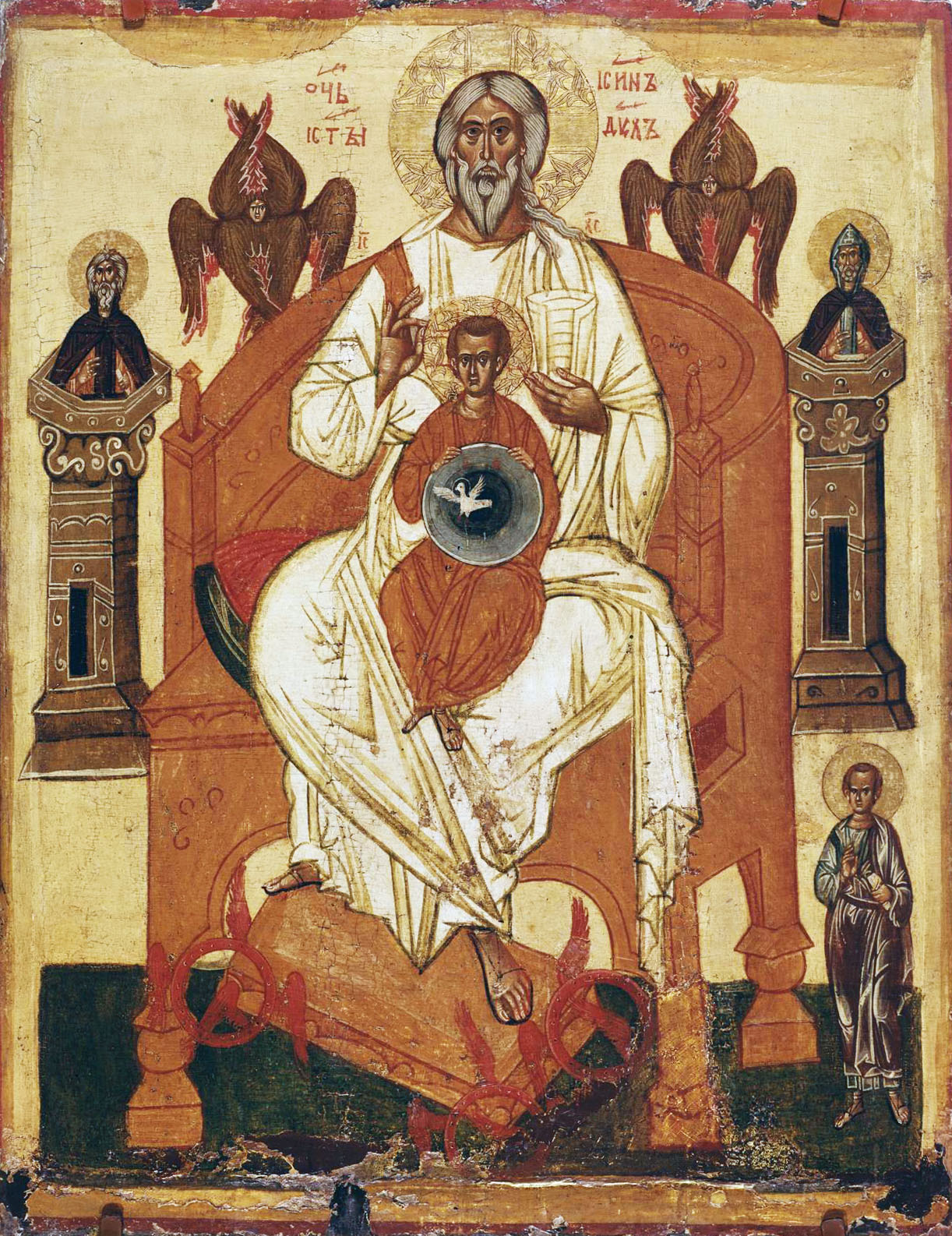
Отечество. Новгород.
XIV век

Особое значение имеет вопрос изображения Бога-Отца в образе Саваофа, или же Старца «Ветхого денми». Это изображение имеет греческий прототип, но на греческих фресках и миниатюрах в образе Саваофа изображается Вторая ипостась Троицы, Сын Божий. На это указывает наличие крещатого нимба. В таком же образе был изображен Христос в новгородской церкви Спаса на Нередице (1199 г.). Появление иной трактовки этого образа также связано с латинским влиянием: именно так Бог-Отец изображён на фресках Рафаэля. Самое древнее известное изображение Бога-Отца в образе Ветхого Старца — на латинской миниатюре из книги Адельгейм Гейман[уточнить] XI века. В русской иконографии этот образ впервые появляется в Новгороде в конце XIV века. 

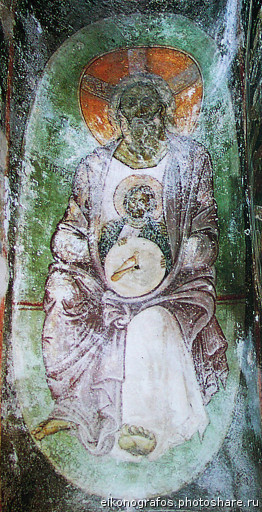
Изображение Сына Божия в образе Саваофа.
Фреска. Кипр.
Ранее XIV века

 На иконе Ветхий Днями имеет крещатый нимб, но рядом помещена надпись, свидетельствующая о том, что перед нами Пресвятая Троица: Отец, Сын и Святой Дух. Понятно, что Ветхий Старец олицетворяет Бога-Отца. Изображение рядом апостола Филиппа, вероятно, должно вызвать ассоциацию со словами Господа, обращёнными к Филиппу: «Видевший Меня видел и Отца» (Ин. 14:9). Составитель более позднего комментария «О образе Господа Саваофа» знает, что изображение Ветхого Днями относится ко Второй ипостаси, но он преодолевает это затруднение утверждением, что Сам Христос и есть образ Бога-Отца, тем самым как бы доказывая возможность изображения невидимого Бога. Впоследствии крещатый нимб исчезает, и образ окончательно превращается в аллегорию. Верующий уже не сомневается, что это изображение Бога-Отца.
Именно вопрос о возможности изображения невидимого Бога более всего волновал дьяка Висковатого на соборе 1553 года. Тогда собор признал возможность изображений Отца в образе Саваофа. Но через сто лет другой собор, проходивший в Москве с участием греческих иерархов (Большой Московский собор 1667 года), признал такие изображения недопустимыми: «Господа Саваофа (сиречь Отца) брадою седа, и Единороднаго Сына во чреве Его, писати на иконах и голубь между ими, зело не лепо и не прилично есть, зане кто виде Отца, по Божеству; Отец бо не имать плоти, и Сын не воплоти родися от Отца прежде веков аще Давид пророк и глаголет: из чрева прежде денницы родих Тя, обаче то рождение не плотьское: но неизреченно и непостижимо бысть».
Несмотря на явное соборное запрещение, этот образ прижился в русской иконографии и известен как Троица Новозаветная. Троица Новозаветная встречается в двух вариантах: «Отечество», на которой Сын Божий в образе юного Христа изображался сидящим на коленях у Бога-Отца, и «Сопрестолье», на которой равновеликие фигуры Бога-Отца и Бога-Сына расположены рядом. Ипостась Святого Духа в виде голубя располагается выше и между фигурами Отца и Сына. Обе композиции в XV—XVI веках получили распространение на православном Востоке.

## «Лабиринт духовный»

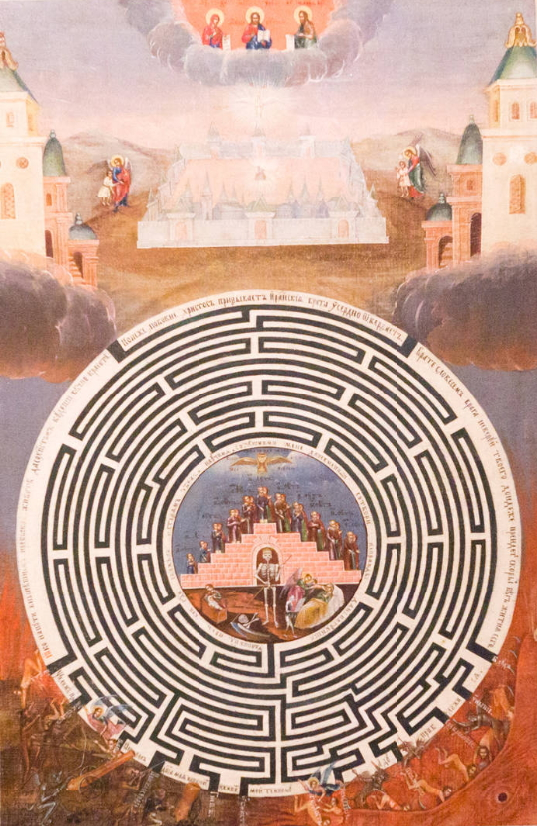
Лабиринт духовный. Музей «Новый Иерусалим»

Кандидат искусствоведения Анастасия Долгова относила иконографию «Лабиринта духовного» к «символико-догматическому» направлению русской иконописи. С её точки зрения, эта икона представляет собой иллюстрацию к богословскому догмату, но при этом она не является в глазах верующих посредником в общении с Богом. Иконы, относящиеся к «символико-догматическому» направлению, вводят в иконографию новый круг сюжетов, часто основанных на толковании богословской и «иного рода литературы», носят одновременно назидательный и иллюстративный характер. Особым, по мнению Долговой, в сравнении с традиционной иконописью является художественный язык символико-догматических икон. Для них, например, характерно наличие большого количества пояснительных текстов.
«Лабиринт духовный» — редкий иконографический тип в русской иконописи Нового времени. В среднем регистре таких икон находится изображение лабиринта, в верхней части — Горний Иерусалим, а в нижней — преисподняя. Современные искусствоведы воспринимают подобные иконы как наглядное изображение того, что путь в Небесный Иерусалим лежит через лабиринт жизни, который наполнен тупиками и ложными путями. 

## Критика
Иконы богословско-дидактического содержания в России встретили неоднозначную оценку и вызвали ожесточённые споры. Неоднозначно к ним относились и в дальнейшем. Большинство критиков в факте появления «толковых» икон видят следствие разложения религиозного сознания. Особую сторону имеет критика применения в иконах этого типа аллегорий и символизма. Иными словами, критике подвергается как сама идея подобных изображений, которые, по мысли оппонентов, перестают быть иконами в подлинном смысле слова, так и применение приёмов аллегории и символизма. 

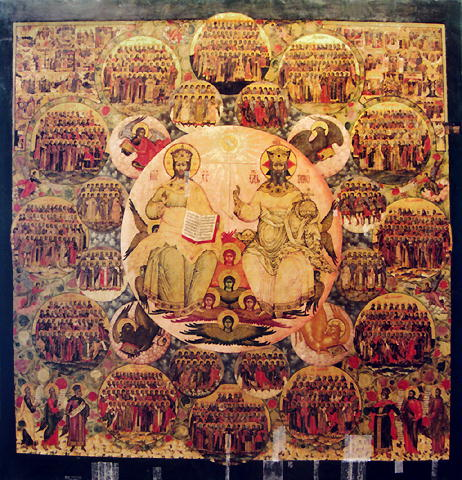
Икона из Фёдоровской церкви Ярославля запечатлела неканоническое представление о мироустройстве: не земля окружена небом, а наоборот, от небес во все стороны лежит земля. При этом Троица — центр мироздания, Ей подчинены силы небесные, святые и православные народы

Первыми критиками, выступившими против дидактических икон, были упомянутые Геннадий Новгородский, Максим Грек, дьяк Иван Висковатый и инок Зиновий Отенский.
Признанный знаток русской иконописи Н. П. Кондаков пишет: «Толковые иконы вызывали пристрастие к хитроумным объяснениям и вкус к поучительному чтению и гаданию по чертам и знакам». Богослов протоиерей Георгий Флоровский пишет: «Это был отрыв от иератического реализма в иконописи и увлечение декоративным символизмом, — вернее, аллегоризмом. Внешне это сказывалось в наплыве новых тем и композиций. Это решительное преобладание „символизма“ означало распад иконного письма. Икона становится слишком литературной, начинает изображать скорее идеи, чем лики; самая религиозная идея слишком часто тонет, теряется и расплывается в художественной хитрости и узорочьи форм». Л. А. Успенский причиной их появления видит «упадок церковного сознания». Он приводит мнения Отцов Церкви, приводит материалы VII Вселенского собора, подчёркивает несообразность таких изображений всей литургической практике. Голейзовский отмечает, что «из практика-созерцателя он (иконописец) превращался в толкователя-схоласта».
В защиту изображения Бога-Отца в образе Саваофа в конце XIX века выступил И. Н. Богословский. Для Бословского обоснованием антропоморфных изображений невидимого Бога служит вера в творение человека по образу Божьему и психологическая склонность так представлять своего Творца несовершенным умом человека.
В середине XX века с позиций своей софиологической теории выступил протоиерей Сергий Булгаков: «мысль, что человек носит образ Божий, содержит в себе, как своё основание, и обратную мысль, именно, что человечность свойственна образу Божию». В Христе для о. Сергия его воплощённый человеческий образ «тождественен с Его же образом невидимым, Божественным». Тождественность видимого образа человеческого и небесного Божественного человечества в Софии и делает принципиально возможными антропоморфные изображения Бога.
Современный подвижник архимандрит Рафаил (Карелин) пишет: «Икона — это мистическая встреча, обращенность святого к человеческому сердцу и возможность обращения души к высшему „горнему“ миру. Икона — всегда открытый диалог, канал божественного света». Икона «открывает нам будущее преображение мира, новые свойства материи и вещества, одухотворенных в огне и свете несотворенной Божественной благодати…». Согласно такому взгляду икона являет (а не изображает и не разъясняет) лик воплощённого Бога, или же святость, богоприсутствие. Икона, подобно своему первообразу, содержит в себе богословские истины, но не излагает их, подобно богословскому трактату, а являет в единстве образа.

## Галерея

### Италия

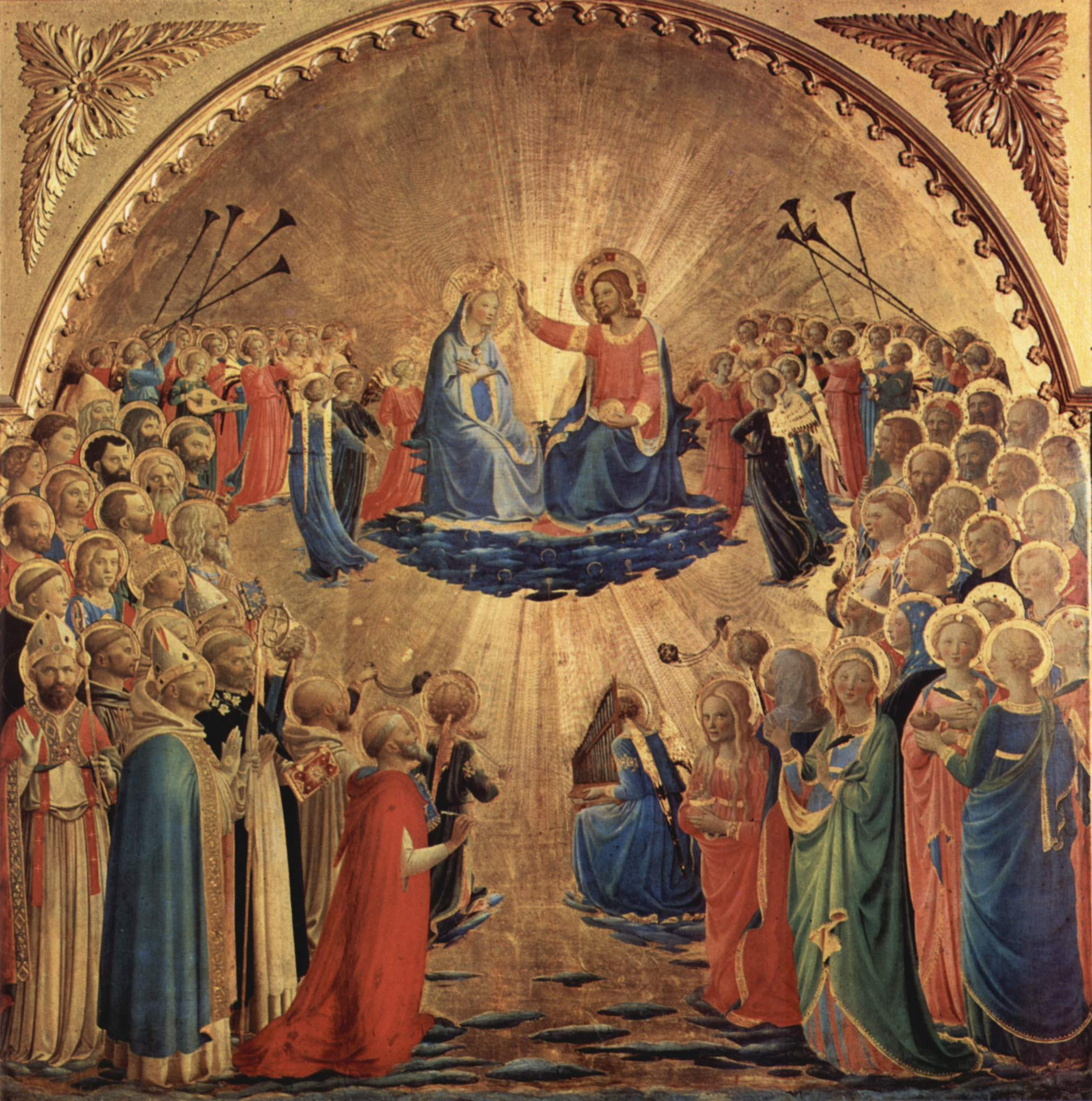
Фра Беато Анджелико. Коронование Девы Марии. Флоренция. 1434—1435 гг.
Франческо ди Джорджо. Коронование Марии. Сиена. 1472—1473 гг.

### Греция и Балканы

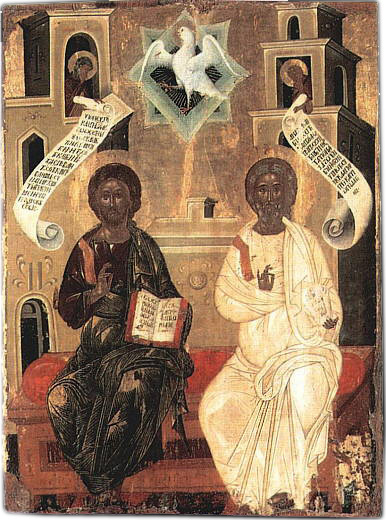
Сопрестолье. Икона из церкви св. Георгия. Венеция. XVI век
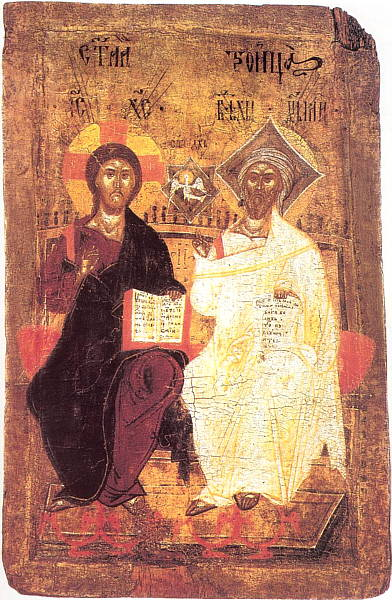
Сопрестолье. Сербия. Икона из монастыря Дечаны. XVI век

### Россия

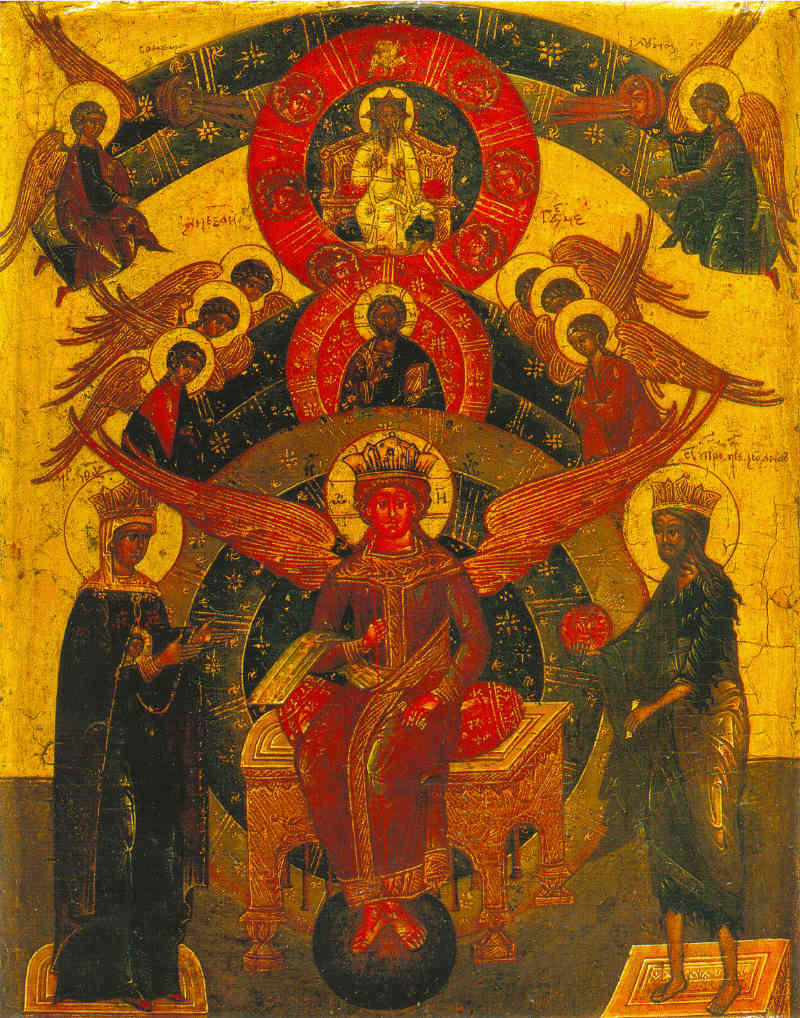
София Премудрость Божия. Пермь. 2-я половина XVII века
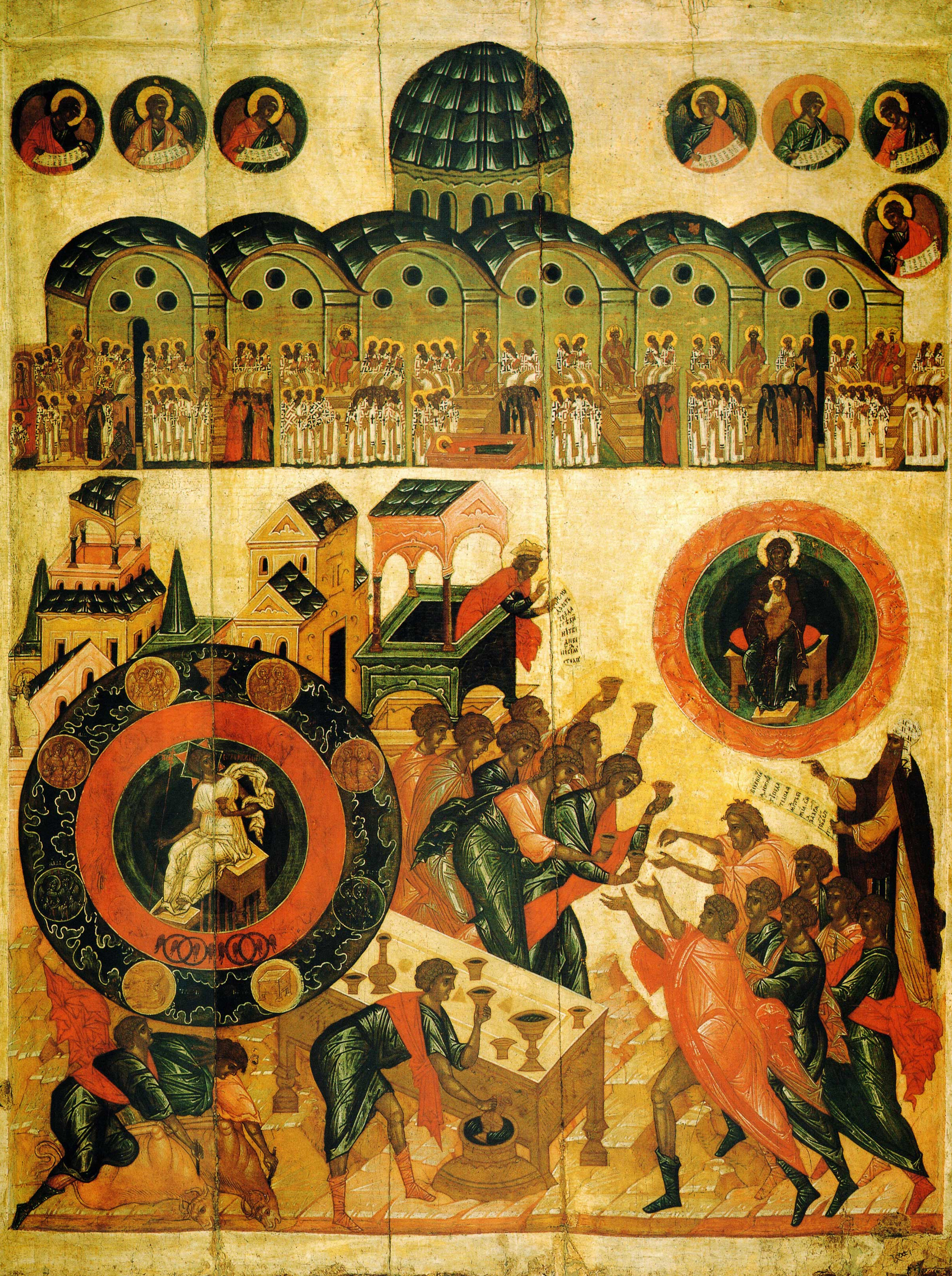
Премудрость созда себе дом. Новгород. 1548 год
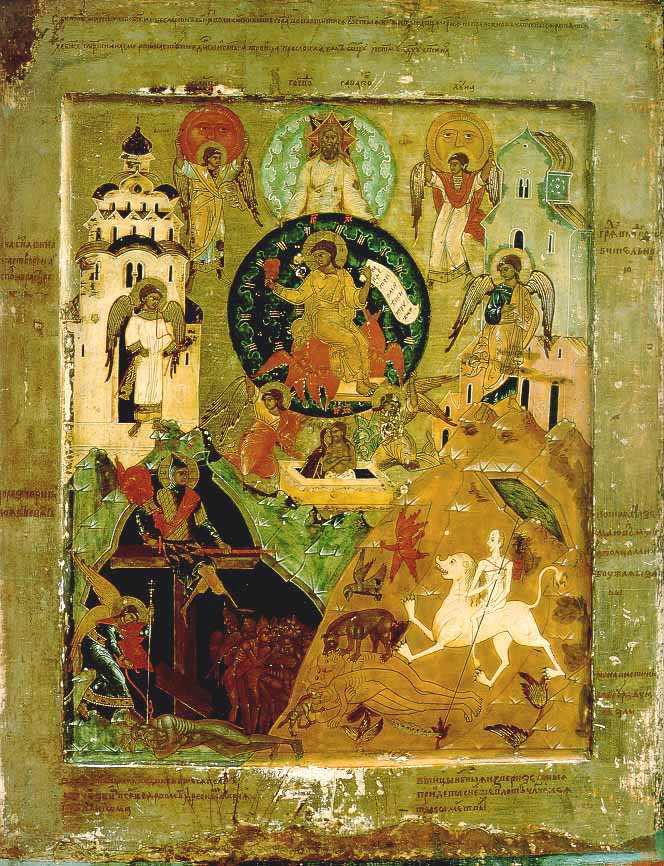
Единородный Сыне. Конец XVI века
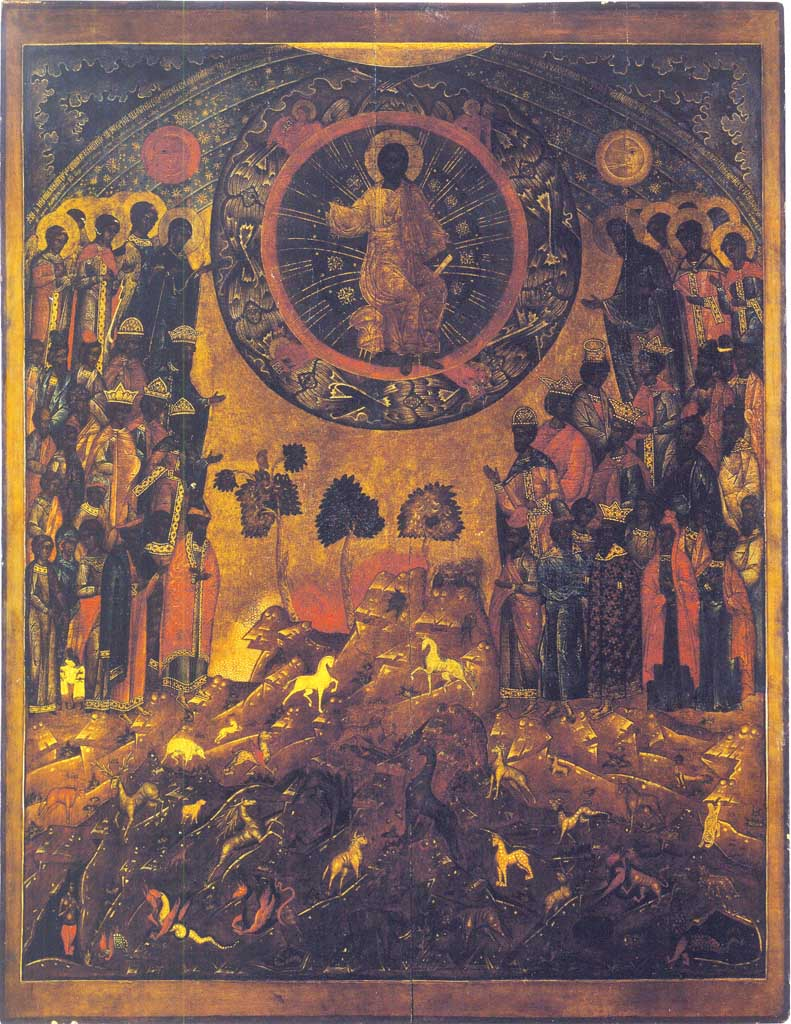
Хвалите Господа. Сольвычегодск. 1580—1590 гг.
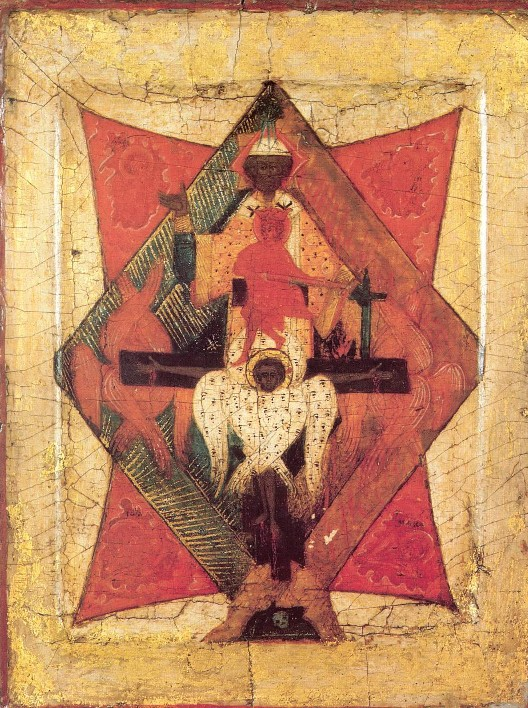
«Ты еси иерей во век». Христос в образе распятого серафима. Около 1600 года
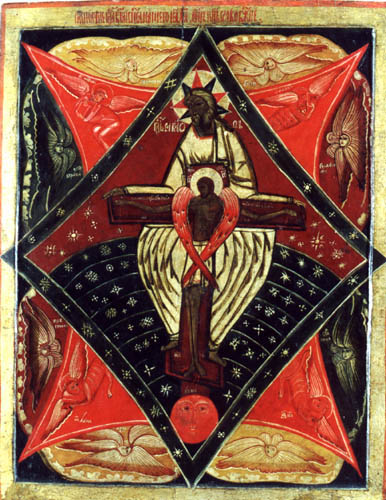
Распятие в лоне Отчем. Карелия. 2-я половина XVII века
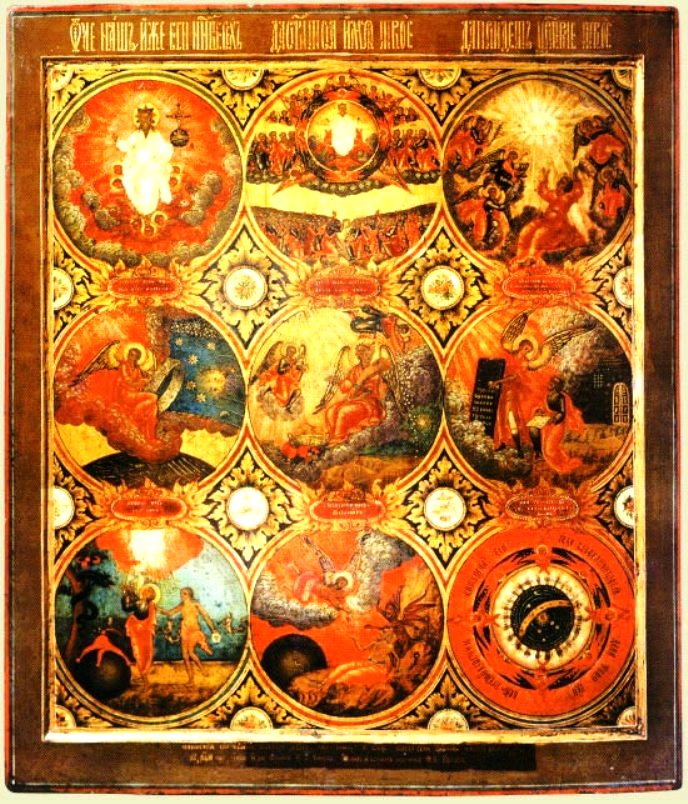
Отче наш. Павлово-на-Оке. 1813 г.
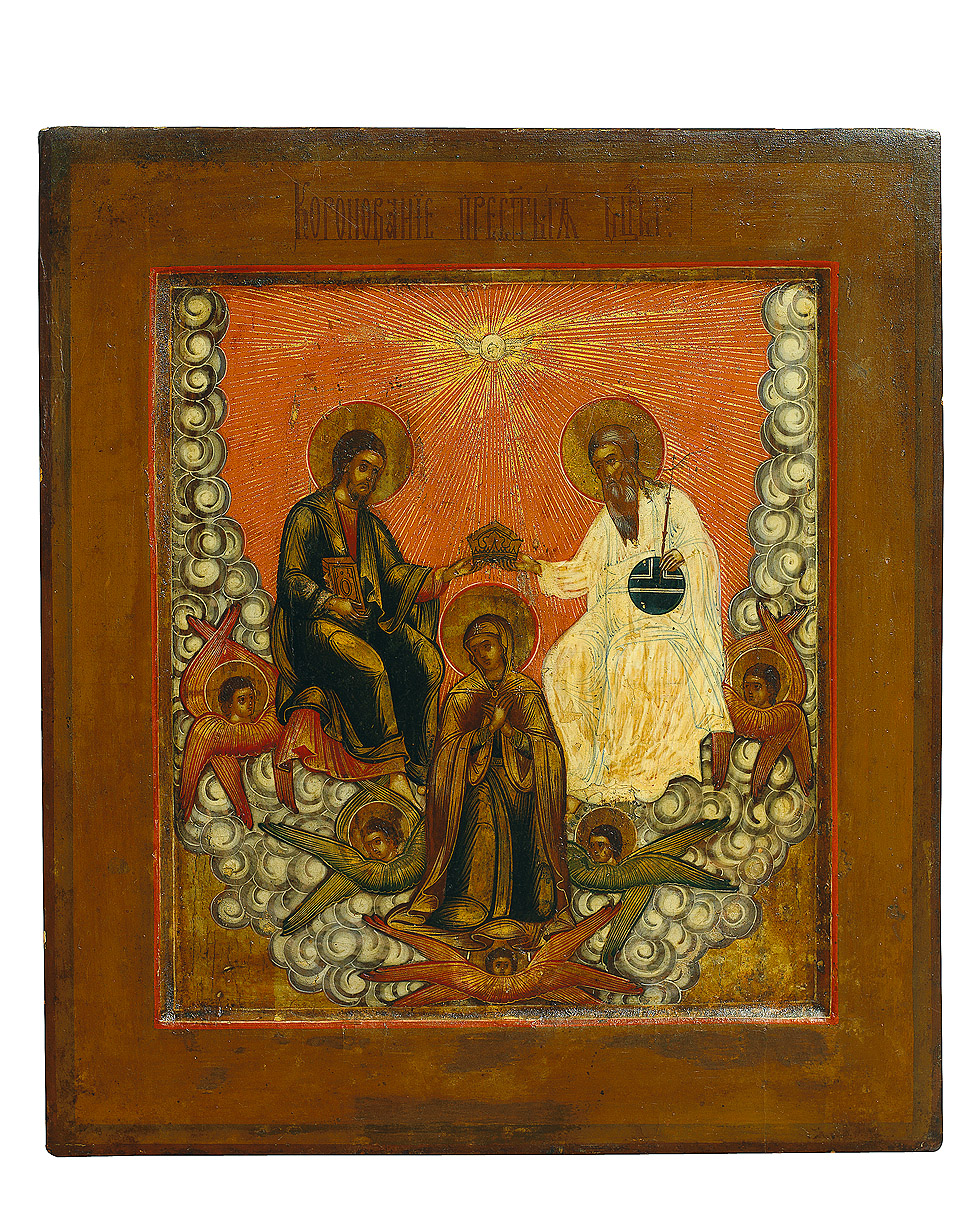
Коронование Богородицы. Русский Север. 1860 г.